# Гіві Амилахварі
Князь Гіві Андукапарович Амилахвари (1689—1754) — великий політичний діяч Картлі-Кахетинського царства, що грав помітну роль у політичному житті Східної Грузії в першій половині XVIII століття. Глава Саамилахоро, сардал, командувач садрошо Верхнього Картлі, моурави Горі і Тбілісі. Спираючись на допомогу Туреччини і Персії, виступав проти об'єднавчої політики картлі-кахетинських царів.

## Біографія
Представник старовинного грузинського князівського роду Амилахвари з Картлі. Син князя Андукапара Амилахвари. Його бабуся Тамара була дочкою царя Картлі Вахтанга V. Успадкував від батька велику володіння в Шида-Картлі (Верхній Картлі) і пост губернатора (моурави) в Горі.
Вперше Гіві Амилахвари з'являється на політичній сцені Картлі в 1722 році. Періодичні співпрацював і воював з турками-османами, які окупували Картлійське царство. В 1726 році він використовував свій вплив, щоб зберегти головний грузинський православний Сіонський собор у Тбілісі від первращения в ісламську мечеть. У 1727 році Гіві Амилахвари був призначений турками санджак-бей Верхній Картлі. Брав участь у турецьких експедиціях проти бунтівних кахетинських дворян і дагестанських мародерів.

## Повстання проти Османської імперії
У 1734 році князь Гіві Амилахвари перейшов на бік Персії і підняв повстання проти турецького панування в Картлі. Він відбив у турків фортеця Горі і приєднався до іранського полководця Надір-шаха під Гянджой і допоміг вигнати іранцям вигнати турецький гарнізон з Тбілісі. Незабаром Надир-шах захопив шахський престол в Ірані і почав проводити активну зовнішню політику, прагнучи підпорядкувати своєї верховної влади всі Закавказзі. Східна Грузія (Картлі і Кахеті) була обкладена важкими податками. Грузинські допоміжні загони змушені були брати участь у завойовницьких кампаніях Надира в Афганістані та Індії. Багато грузинські князі в якості заручників були відправлені в Іран. Серед заручників перебував князь Гіві Амилахвари, який у 1735 році супроводжував Надір-шаха під час його походу на Кандагар. Гіві зміг втекти з іранського полону і повернувся в Грузію, де приєднався до эриставу ксанскому Шанше і князю Вахушти Абашидзе, підняв антииранское повстання. Гіві видав свою дочку Тамару заміж за князя Теймураза Багратіоні (майбутнього католікоса-патріарха Антонія I), племінника колишнього царя Вахтанга VI. Під час весільної церемонії перси захопили наречену в церкві, а її наречений Теймураз змушений був сховатися в монастирі. Невдовзі сам Гіві Амилахвари був узятий в полон і брав участь і відзначився під час військової кампанії Надір-шаха в Індію.
У 1741 році Надир-шах звільнив з полону Гіві Амилахвари, передавши йому у володіння Ксанское эриставство і призначивши його «векилом» (уповноваженим) Картлі. Ксанский эристав Шанше, використав загони дагестанських і турецьких найманців, позбувся підтримки місцевого грузинського населення. Бунтівний князь був розбитий і узятий в полон іранцями. Гіві Амилахвари вступив у володіння Ксанским эриставством. Незабаром Гіві Амилахвари став інтригувати проти кахетинського царя Теймураза II і написав на нього донос іранському наміснику в Тбілісі. У 1742 році, незадоволений висуненням на престол Картлі кахетинського царя Теймураза II і важким податковим гнітом з боку іранців, князь Гіві Амилахвари очолив повстання проти Ірану.

## Союз і війна з Персією
У 1741 році Гіві Амилахвари був призначений іранським губернатором Картлі і отримав у володіння Ксанское эриставство, ставши найвпливовішою вельможею в Східній Грузії. У тому ж році він взяв участь у невдалої кампанії Надір-шаха проти Дагестан, яка коштувала шаху життів тисяч своїх солдатів і підірвала іранське панування в Грузії. У 1744 році кахетинський цар Теймураз II виступив проти свого ворога, ксанского эристава Гіві Амилахвари. Сам Гіві Амилахвари втік з своїх володінь. Реваз, двоюрідний брат Гіві, здав всі фортеці Ксанского эриставства цареві Теймуразу.
У 1744 році в Картлі вторглася турецька армія під командуванням Юсуф-паші, до якої приєднався князь Гіві Амилахвари. Кахетинський цар Теймураз II, з'єднавшись з перським намісником у Тбілісі, зазнав поразки від турків-османів під Гори. Однак царевич Іраклій, старший син Теймураза II, розбив частину турецького війська на річці Арагві. Юсуф-паша зняв облогу з Гори і відступив до Ахалцихе. У тому ж Надир-шах призначив кахетинського царя Теймураза царем Картлі, а його сина Іраклія — царем Кахеті.
У 1745 році картлийский цар Теймураз II разом з ірано-грузинським військом обложив бунтівного князя Гіві Амилахори, вкривався в Сурамську фортецю. Гіві Амилахвари був узятий у полон і відправлений до двору Надір-шаха в Іран.

## Останні роки
Гіві Амилахвари був доставлений в Ісфахан, де під тиском Надір-шаха перейшов в іслам під ім'ям Шах-Кулі-хан. Надир-шах призначив Амилахвари командиром елітної шахської гвардії — куларагасом. В 1747 році відносини Надір-шаха з васальними царями Кахеті і Картлі зіпсувалися через прагнення останніх проводити незалежну політику. Шах зібрав 30-тисячне перське військо і призначив командувачем князя Гіві Амилахвари, наказавши йому відновити перське панування в Східній Грузії. Однак у червні 1747 року Надир-шах був убитий своїми воєначальниками. У Персії почалася тривала громадянська війна. У 1749 році князь Гіві Амилахвари, зібравши перебували в Ірані грузин, озброївши їх, з боєм пробився в Грузію. Він примирився з царями Теймуразом II і Іраклієм II, знову перейшовши в християнство.
Цар Картлі Теймураз II призначив його губернатором (моурави) Тбілісі. За ці роки Гіві Амилахвари фінансував кілька будівельних проектів з реставрації та зведення церков і фортець по всій Грузії.
В 1754 році Гіві Амилахвари помер і був похований у Шиомгвиском монастирі в ним же відновленої церкви Успіння Богородиці.

## Сім'я і діти
Гіві Амилахвари був двічі одружений. Особистість його першої дружини не відома. У 1732 році вдруге одружився з Бангуа (пом. 29 липня 1766), дочки князя Вахушти Орбеліані. Діти:
- Андукапар (розум. 1742)
- Георгій (1739—1805)
- Давид (розум. 1800)
- Іван
- Тамара
- Маріам